# Friedrich Ahlfeld
Friedrich (Federico) Ahlfeld (* 6. Oktober 1892 in Marburg, Deutsches Reich; † 9. Januar 1982 in Cochabamba, Bolivien) war ein deutsch-bolivianischer Bergbau-Ingenieur und Geologe. Er gilt als „Vater der bolivianischen Geologie“.

## Leben
Friedrich Ahlfeld war Sohn des Gynäkologen Johann Friedrich Ahlfeld und von Elisabeth Vollmer, Tochter des Hamburger Marinemalers Adolph Friedrich Vollmer. Er studierte mit Unterbrechung durch den Ersten Weltkrieg von 1910 bis 1919 Bergbau an der Bergakademie Clausthal und spezialisierte sich nach seinem Abschluss auf Geologie und Lagerstättenkunde.
1921 promovierte er mit seiner Arbeit „Die Mineralien der Provinz Hessen-Nassau“, dies war die zweite Promotion über mineralogische Themen an der Bergakademie Clausthal. In den folgenden zwei Jahren besuchte er im Zuge seiner Tätigkeit als Berater unter anderem die Länder Italien, Österreich, Jugoslawien und Rumänien. Über Venezuela kam er schließlich 1924 nach Bolivien, wo er von „Mauricio Hochschild & Compania“ (La Paz) als Geologe eingestellt wurde. Während dieser Zeit besuchte er auch die Länder von Peru und studierte die dortigen Antimon-Lagerstätten (Puno, 1926)
Von 1927 bis 1928 nahm Ahlfeld an einer Andenexpedition unter dem bekannten Geographen Carl Troll teil, die unter anderem zu den Kordilleren führte. Ein Jahr später bereiste er Südrhodesien, Simbabwe, den Kongo und Tansania in Afrika und besuchte den Internationalen geologischen Kongress in Pretoria.
Zurück in Marburg studierte er zwischen 1929 und 1932 Mineralogie und erhielt eine Stelle als Dozent für Mineralogie, Petrographie und ökonomische Geologie, die er bis 1934 besetzte. Er unterzeichnete das Bekenntnis der Professoren an den deutschen Universitäten und Hochschulen zu Adolf Hitler im November 1933 und war von Oktober 1933 bis September 1934 Mitglied der SA. Während dieser Zeit reiste er immer wieder nach Südamerika und untersuchte unter anderem die Silbergruben von Colquijirca bei Cerro de Pasco und den Vulkan El Misti in Peru. Nebenbei war er als Berater der russischen Regierung von Taschkent tätig und berichtete in seinen Veröffentlichungen über die Mineralogie und Lagerstätten von Turkmenistan und Kasachstan.
Die Jahre 1935 bis 1946 verbrachte er erneut in Bolivien, zunächst als Abteilungsleiter für Geologie an der staatlichen Bergbau- und Erdölbehörde. Anschließend erforschte er als Geologe für die chinesische Regierung die Zinn-Lagerstätten von Hunan und anschließend als Chefgeologe im Bergbauministerium.
Anschließend wurde er als Professor an die argentinische Bergakademie von Jujuy berufen, wo er bis 1948 blieb.
1955 kehrte er nach Bolivien zurück, um verschiedene Organisationen als geologischer Berater zu unterstützen, so unter anderem 1956 bis 1960 die Vereinten Nationen und 1959 bis 1963 die Deutsche Geologische Mission. Zudem war er (ebenfalls 1956 bis 1960) Professor für Geologie und Mineralogie an der Universität von San Andreas, sowie 1963 Professor des bolivianischen Technologischen Instituts in La Paz. 1960 reiste er ein letztes Mal nach Deutschland und besuchte 1961 auch die Schweiz.

## Herausragende Tätigkeiten
Ahlfeld lieferte während seiner Zeit in Bolivien viele wichtige Beiträge zur Mineralogie Boliviens, insbesondere der Zinn- und Wolfram-Lagerstätten. Bei seinen Forschungen entdeckte er unter anderem 1929/30 das Mineral Ramdohrit und beschrieb 1959 zusammen mit Paul Ramdohr und Berndt das Mineral Angelellit. Zudem leistete er Pionierarbeit auf dem Gebiet des Kristallisationsverhaltens von Kassiterit in Bezug auf die Temperatur.
Ahlfelds weitreichende, regionale Studien dienten als Grundlage für die Ölforschung und führten 1950 zur Entdeckung neuer Ölfelder in der Nähe von Santa Cruz. Es gab vermutlich kaum einen Teil des Landes oder ein Bergwerk von den Anden bis zu den Dschungeln des Tieflandes, die er nicht besichtigte.

## Werke
- Geología de Bolivia (1946, 1964 mit Branisa)
- Las especies minerales de la Republica Argentina (mit Angelelli, 1948)
- Los yacimientos de Bolivia (1954)
- Las especies minerales de Bolivia (mit M. Reyes, 1955)
- Zinn und Wolfram (1958)
- Los yacimientos minerales y hidrocarburos de Bolivia (mit Schneider-Scherbina, 1964)
- Geografía física de Bolivia (1968)

## Ehrungen
Nach Ahlfeld benannt wurden:
- das Mineral Ahlfeldit
- der Wasserfall Catarata Ahlfeld im Osten Boliviens